# Loligo forbesii
Loligo forbesii är en bläckfiskart som beskrevs av Japetus Steenstrup 1856. Loligo forbesii ingår i släktet Loligo och familjen kalmarer. Inga underarter finns listade i Catalogue of Life.
Denna bläckfisk förekommer i Atlanten och Medelhavet. Över Suezkanalen nådde den även Röda havet. Arten föredrar havsområden med mjuk botten som slam eller sand. Den vistas i varmt och tempererat vatten.
Hos Loligo forbesii förekommer inget riktigt larvstadium. När ägget kläcks är bläckfisken bara 5 till 7 mm lång men har samma skepnad som vuxna individer. Arten lever i havet 1 till 2 år och i akvarium upp till 3 år.
Loligo forbesii äter många olika vattenlevande smådjur som kräftdjur, små fiskar och andra blötdjur. Kannibalism förekommer likaså.